# Drapeau de la province d'Anvers
Le drapeau de la province d'Anvers comporte 24 carrés : huit rouges, six blancs, six jaunes et quatre bleus.

## Symbolisme
Les couleurs du drapeau provincial sont dérivées des couleurs des drapeaux des principales villes de la province c'est-à-dire Anvers (rouge et blanc), Malines (jaune et rouge) et Turnhout (blanc et bleu). Ces villes sont les chefs-lieux des trois arrondissements de la province d'Anvers.

Drapeau d'Anvers (ville)
Drapeau de Malines
Drapeau de Turnhout

## Conception
Le drapeau est composé de 24 carrés, disposés sur quatre rangées et six colonnes. Le rapport hauteur-largeur est donc de 2:3.
Le champ supérieur gauche est rouge, comme sur le drapeau du Brabant-Septentrional. Chaque champ est de la même couleur que ceux situés en haut à gauche et en bas à droite, créant ainsi des rangées diagonales de la même couleur. Les couleurs de la ville d'Anvers forment les rangées centrales, exprimant ainsi la position dominante de la ville ; les couleurs de Malines et de Turnhout sont respectivement placées vers l'extérieur.

Drapeau de la province néerlandaise du Brabant-Septentrional

## Histoire

Drapeau d'Anvers (1928-1996)

Le drapeau a été adopté par le Conseil provincial d'Anvers le 18 octobre 1996 et approuvé par le Gouvernement flamand le 7 janvier 1997.
Le drapeau est à damier, rappelant la tradition brabançonne des drapeaux à damier. Le drapeau de la province néerlandaise du Brabant-Septentrional reprend le même dessin, mais ne comporte que deux couleurs : le rouge et le blanc. Ces deux couleurs figurent sur les étendards, drapeaux et fanions brabançons depuis la proclamation du comté de Louvain à l'époque lotharingienne. Le duché de Brabant les a adoptées. Au Moyen Âge et dans les siècles suivants, le rouge et le blanc étaient fréquemment utilisés. Les navires, en particulier, naviguaient sous un pavillon rouge et blanc, très souvent dans le port d'Anvers. Comme mentionné précédemment, les couleurs de la ville d'Anvers sont toujours le rouge et le blanc, et ce sont donc les couleurs « principales » du drapeau provincial.
Avant l'adoption du drapeau actuel, le drapeau provincial était un drapeau tricolore vertical jaune, rouge et blanc. Ce drapeau fut officiellement adopté le 26 octobre 1928, sur avis du Conseil de la Noblesse, mais ne fut jamais véritablement accepté, notamment parce qu'il ne portait pas les couleurs de Turnhout. Par conséquent, ce drapeau tomba finalement en désuétude, bien qu'il resta le drapeau officiel jusqu'en 1997.

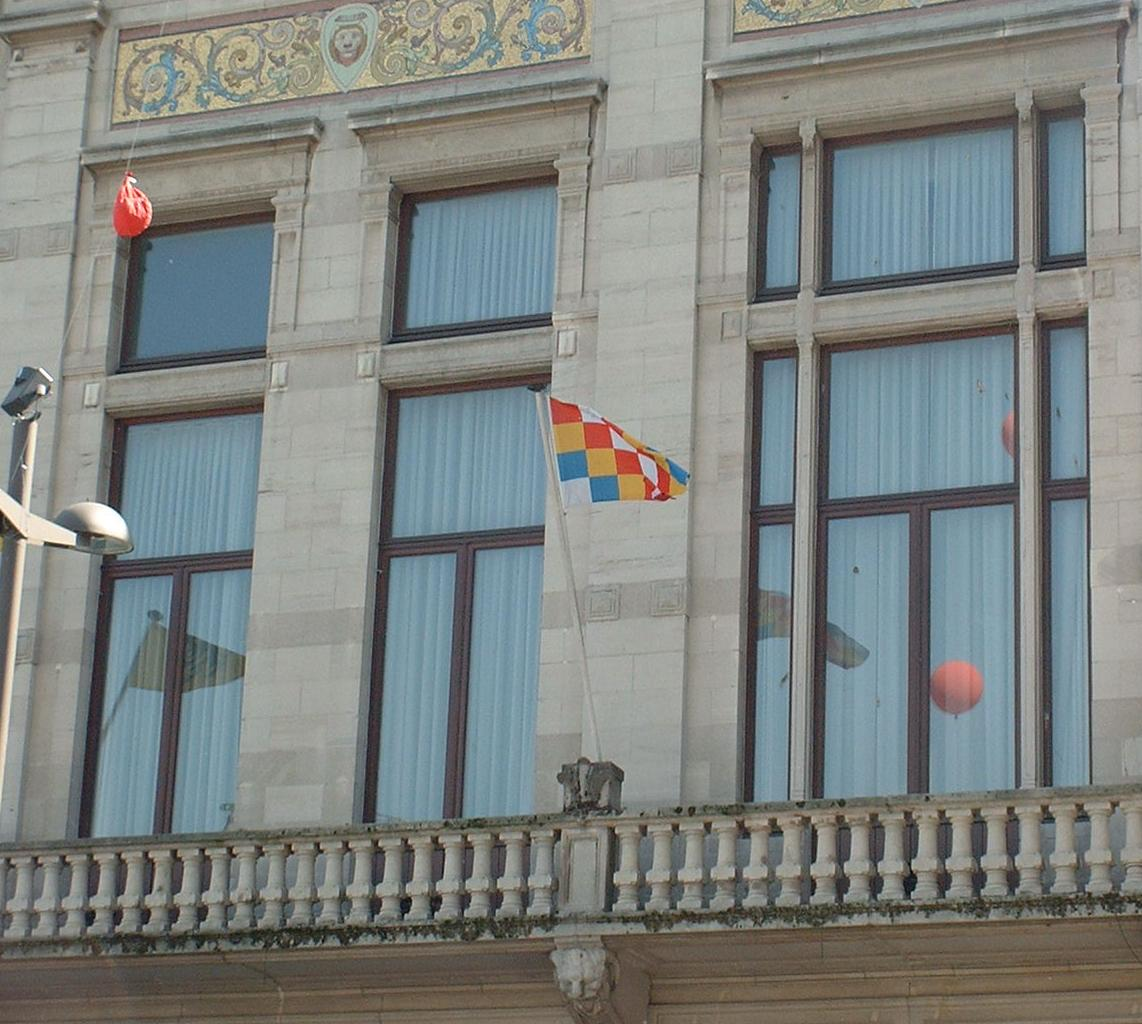
Drapeau d'Anvers sur la place Reine Astrid (ville d'Anvers)
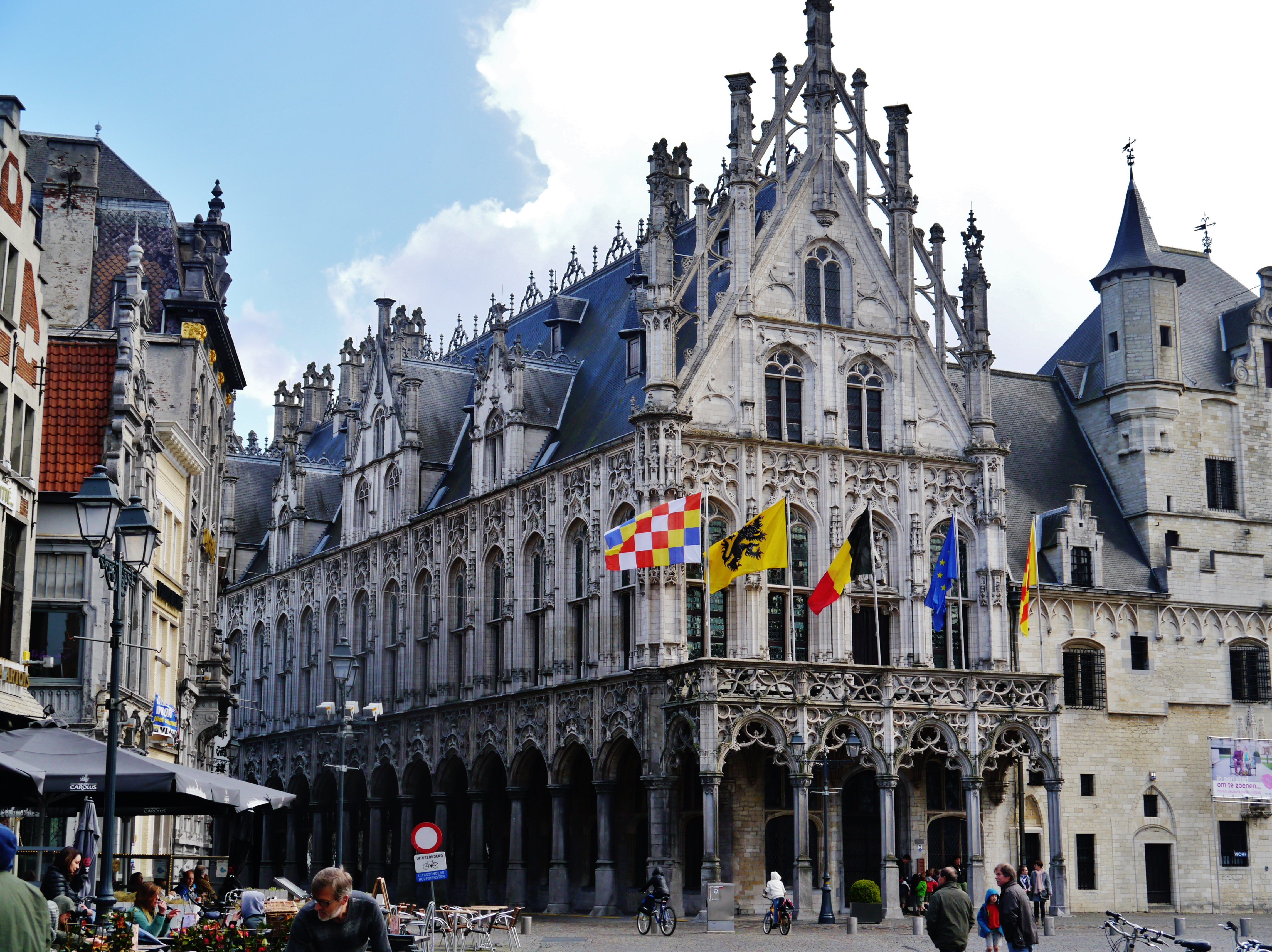
Drapeau d'Anvers sur l'hôtel de ville de Malines
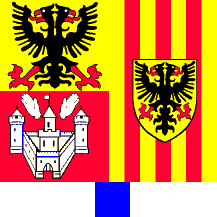
Ancienne bannière d'armoiries non officielle
Drapeau du gouverneur d'Anvers